# Astronauti Francie
V tomto článku, nazvaném Astronauti Francie, je podán přehled všech členů oddílu astronautů francouzské kosmické agentury CNES a francouzských astronautů evropské kosmické agentury ESA.

## 80. léta – lety na Mir
Možnost letu Francouzů do vesmíru se objevila, když Sovětský svaz navrhl Francii účast v sovětských kosmických letech po vzoru programu Interkosmos. Na jaře 1979 byla podepsána příslušná mezistátní dohoda, všemi koly výběru prošli Patrick Baudry a Jean-Loup Chrétien. Od září 1980 oba zahájili přípravu v Hvězdném městečku, v červnu 1982 Jean-Loup Chrétien vyletěl jako první Francouz do vesmíru, v roce 1988 si návštěvu Miru zopakoval.

## 80. léta – lety raketoplánem
V roce 1984 nabídli i Američané místa na svých kosmických lodích. CNES proto rozšířil oddíl astronautů o čtyři vědce a tři piloty. Byli to Claudie André-Deshaysová, Jean-Jacques Favier, Frederic Patat, Michel Viso a piloti Jean-François Clervoy, Jean-Pierre Haignere a Michel Tognini.
Raketoplánem letěl ale pouze Baudry roku 1985, po havárii Challengeru další plány padly.

## 90. léta
Koncem 80. let se připravoval raketoplán Hermes, současně byla podepsána nová sovětsko-francouzská dohoda o letech na Mir. Potřebu více astronautů naplnilo rozšíření počtu francouzských astronautů roku 1990 o další čtyři piloty Leopolda Eyhartse, Jean-Marca Gaspariniho, Philippe Perrina a Benoita Silve.
Paralelně v roce 1989 začal výběr kandidátů pro rozšířený oddíl astronautů ESA pro lety na amerických, sovětských, ale hlavně evropských lodích. Z evropských pilotovaných letů ovšem nakonec nic nebylo, raketoplán Hermes byl zrušen. Do oddílu ESA přišlo celkem šest nováčků, z Francie jediný – Jean-François Clervoy, dosud astronaut CNES.
90. léta byla dobou největší aktivity francouzských astronautů, absolvovali jedenáct kosmických letů, šest v ruských Sojuzech a pět americkými raketoplány.

## 21. století
V březnu 1998 bylo rozhodnuto o zrušení národních oddílů astronautů zemí ESA a shromáždění všech aktivních astronautů v jediném oddílu. Také francouzští astronauti postupně přešli od oddílu ESA.
V novém desetiletí se Francouzi dostali do kosmu pouze v roce 2001, 2002 a pak až 2008 a po delší přestávce roku 2016/17. Po havárii Columbie totiž míst pro evropské astronauty ubylo.

## Přehled astronautů Francie
| Jméno                                  | V oddílu od       | Oddíl                          | Lety                                                                | Celkem ve vesmíru | Odchod z oddílu   | Poznámky |
| -------------------------------------- | ----------------- | ------------------------------ | ------------------------------------------------------------------- | ----------------- | ----------------- | -------- |
| Jean-Loup Chrétien                     | 12. června 1980   | CNES, od srpna 1998 NASA       | Sojuz T-6/Saljut 7, 1982 Sojuz TM-7/Mir/TM-6, 1988 STS-86/Mir, 1997 | 43d 11h 21m       | listopad 2001     |          |
| Patrick Baudry                         | 12. června 1980   | CNES                           | STS-51-G, 1985                                                      | 7d 1h 39m         | 1985              |          |
| Claudie Haigneréová (André-Deshaysová) | 8. září 1985      | CNES, od 1. listopadu 1999 ESA | Sojuz TM-24/Mir/TM-23, 1996 Sojuz TM-33/ISS/TM-32, 2001             | 25d 14h 24m       | červen 2002       |          |
| Jean-Jacques Favier                    | 8. září 1985      | CNES                           | STS-78, 1996                                                        | 16d 21h 48m       | 1996/1999         |          |
| Frederic Patat                         | 8. září 1985      | CNES                           |                                                                     | neletěl           | 1998              |          |
| Michel Viso                            | 8. září 1985      | CNES                           |                                                                     | neletěl           | srpen 1998        |          |
| Jean-François Clervoy                  | 8. září 1985      | CNES, od 15. května 1992 ESA   | STS-66, 1994 STS-84/Mir, 1997 STS-103, 1999                         | 28d 3h 5m         | prosinec 2018     |          |
| Jean-Pierre Haignere                   | 8. září 1985      | CNES, od srpna 1998 ESA        | Sojuz TM-17/Mir/TM-16, 1993 Sojuz TM-29/Mir, 1999                   | 209d 12h 25m      | 1. listopadu 1999 |          |
| Michel Tognini                         | 8. září 1985      | CNES, od listopadu 1999 ESA    | Sojuz TM-15/Mir/TM-14, 1992 STS-93, 1999                            | 18d 17h 47m       | 1. května 2003    |          |
| Léopold Eyharts                        | 30. července 1990 | CNES, od srpna 1998 ESA        | Sojuz TM-27/Mir/TM-26, 1998 STS-122/ISS/STS-123, 2008               | 68d 21h 30m       | 2017              |          |
| Jean-Marc Gasparini                    | 30. července 1990 | CNES                           |                                                                     | neletěl           | srpen 1998        |          |
| Philippe Perrin                        | 30. července 1990 | CNES, od prosince 2002 ESA     | STS-111/ISS, 2002                                                   | 13d 20h 36m       | květen 2004       |          |
| Benoit M. Silve                        | 30. července 1990 | CNES                           |                                                                     | neletěl           | 1993              |          |
| Thomas Pesquet                         | 20. května 2009   | ESA                            | Expedice 50/51 (Sojuz MS-03/ISS), 2016/17                           | 196d 17h 50m      | aktivní           |          |